# Гимантолофы
Гимантолофы (лат. Himantolophus) — род лучепёрых рыб из монотипического семейства гимантолофовых (Himantolophidae). Морские, глубоководные рыбы, распространены в тропических, субтропических и умеренных водах всех океанов.

## Описание
Ярко выражен половой диморфизм. У самок тело шарообразное, без чешуи, покрыто кожистыми шипиками. Голова большая с парой рогообразных шипов, глаза маленькие или совсем крошечные. Теменные кости отсутствуют. Рот большой, косой, окончание верхней челюсти достигает вертикали, проходящей через начало или середину глаза. Нижняя челюсть толстая, выступает перед верхней челюстью. В жаберной перепонке 6 лучей. Зубы на челюстях короткие, тонкие и изогнутые. На сошнике зубов нет. Рыло тупое и короткое. Рыло и передняя часть нижней челюсти с многочисленными кожистыми бугорками, напоминающими по форме бородавки. На теле беспорядочно разбросаны костные пластины с костным шипом посередине. Колючий луч первого спинного плавника преобразован в толстый иллиций с эской, состоящей из многочисленных щупалец. Форма и размеры эски являются видовым признаком. Второй спинной плавник с коротким основанием, в нём 5—6 мягких лучей. В анальном плавнике четыре мягких луча, его основание короткое. Оба плавника сдвинуты к хвостовому плавнику. В грудных плавниках 14—18 мягких лучей, у оснований имеются три радиальные костные пластинки. Брюшные плавники отсутствуют. Хвостовой плавник закруглённый с девятью лучами. Боковая линия в форме маленьких бугорков. Самки H. groenlandicus достигают длины 60 см.
У самцов после метаморфоза зубы на обеих челюстях преобразуются в единую твёрдую костную пластину, с 16—31 крючковатыми зубчиками на верхней пластине; удлинённые кожистые шипы над верхней пластиной в середине рыла. Ноздри расположены по бокам головы, задние значительно увеличены, с 10—17 пластинками. Глаза сферической формы, по мере роста рыб становятся яйцеобразными с узким передним пространством (зрачок больше чем хрусталик). Кожа, покрывающая голову и тело, без шипов. Клиновидных ушных шипов нет. Длина тела самцов не превышает 4 см.

## Биология
Все виды гимантолофов являются хищниками. Охотятся в средних слоях воды, привлекая добычу с помощью эски. В состав рациона входят мелкие рыбы, ракообразные и кальмары.

## Ареал и места обитания
Широко распространены в тропических, субтропических и умеренных водах Атлантического, Тихого и Индийского океанов между 40° с. ш. и 40° ю. ш. Отмечены в холодных водах у берегов Гренландии. Обитают в мезо- и батипелагических зонах на глубине от 330 до 3000 м.

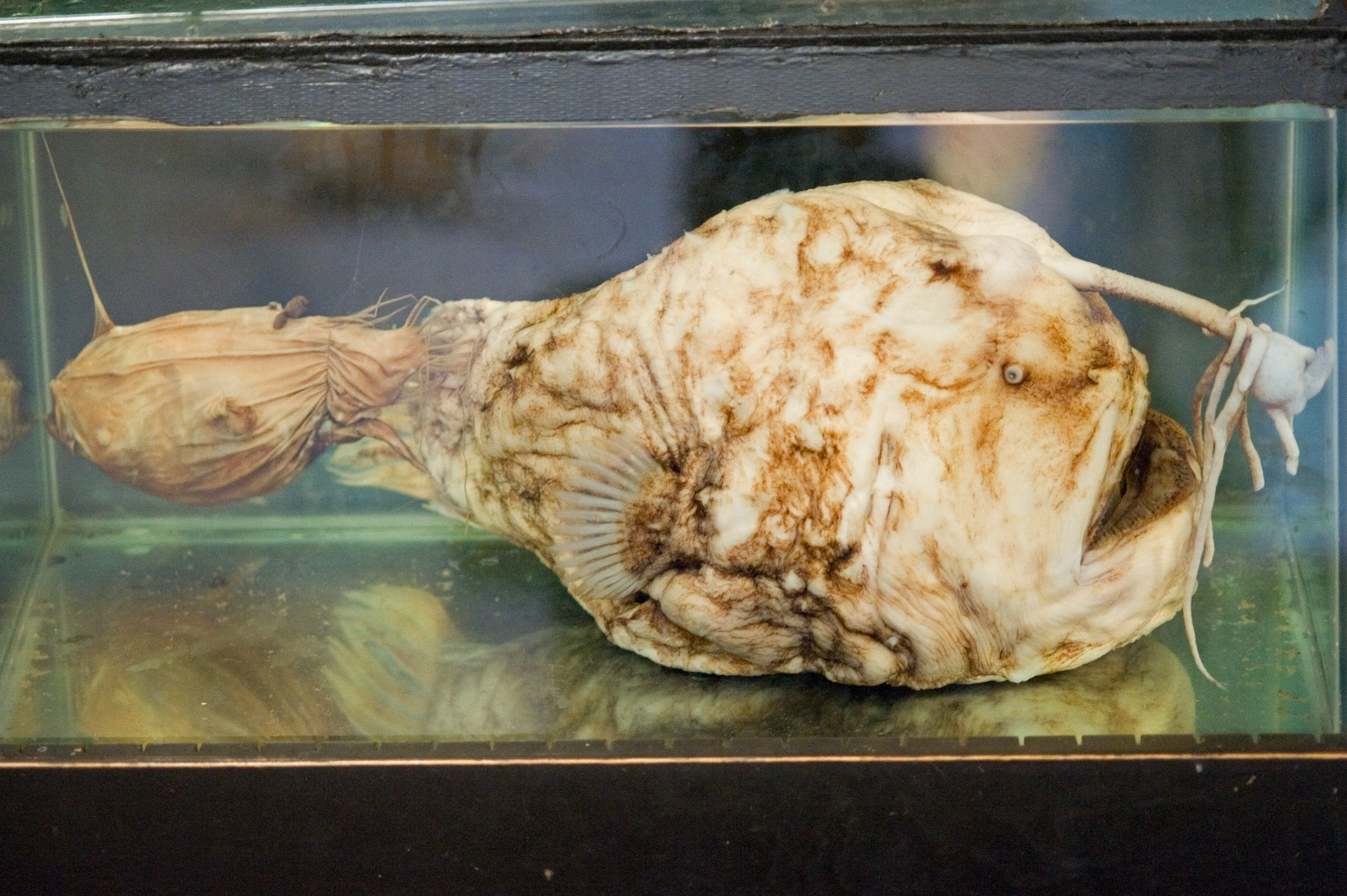
Himantolophus sagamius

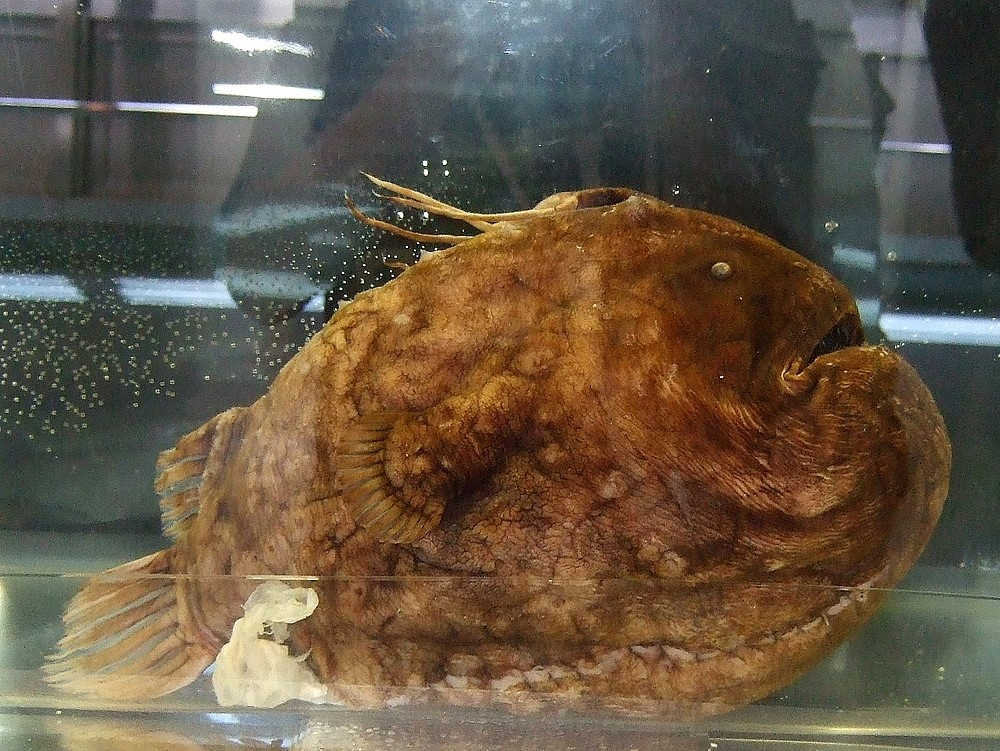
Himantolophus groenlandicus

## Классификация
В составе рода выделяют 22 вида:
- Himantolophus albinares Maul, 1961 — Белопятнистый гимантолоф
- Himantolophus appelii (F. E. Clarke, 1878) — Гимантолоф Аппели
- Himantolophus azurlucens Beebe & Crane, 1947 — Голубой гимантолоф
- Himantolophus borealis Kharin, 1984 — Бореальный гимантолоф
- Himantolophus brevirostris (Regan, 1925)
- Himantolophus compressus (Osório, 1912) — Низкотелый гимантолоф
- Himantolophus cornifer Bertelsen & Krefft, 1988
- Himantolophus crinitus Bertelsen & Krefft, 1988
- Himantolophus danae Regan  & Trewavas, 1932
- Himantolophus groenlandicus J. C. H. Reinhardt, 1837 — Атлантический гимантолоф
- Himantolophus litoceras A. L. Stewart & Pietsch, 2010[8]
- Himantolophus macroceras Bertelsen & Krefft, 1988
- Himantolophus macroceratoides Bertelsen & Krefft, 1988
- Himantolophus mauli Bertelsen &, Krefft, 1988
- Himantolophus melanolophus Bertelsen & Krefft, 1988
- Himantolophus multifurcatus Bertelsen & Krefft, 1988
- Himantolophus nigricornis Bertelsen & Krefft, 1988
- Himantolophus paucifilosus Bertelsen & Krefft, 1988
- Himantolophus pseudalbinares Bertelsen & Krefft, 1988
- Himantolophus rostratus (Regan, 1925)
- Himantolophus sagamius (Tanaka, 1918)
- Himantolophus stewarti Pietsch & Kenaley, 2011